# María Eugenia Campos Galván
María Eugenia Campos Galván dite Maru Campos, née le 11 septembre 1975 à Chihuahua, est une avocate et femme politique mexicaine, membre du Parti action nationale (PAN). Elle est gouverneure de l'État de Chihuahua depuis 2021.

## Biographie
Elle est la fille de l'ingénieur Manuel Campos Cepeda et de María Eugenia Galván Antillón, députée pour le PAN au Congrès de l'Union de 2000 à 2003.
Elle obtient une licence en droit et une maîtrise en administration et politique publiques de l'Institut de technologie et d'études supérieures de Monterrey (ITESM), ainsi qu'une maîtrise en études latino-américaines de l'université de Georgetown à Washington. 
Le 6 juin 2021, elle est élue gouverneure de Chihuahua. Elle prête serment et entre en fonction le 8 septembre suivant pour un mandat de six ans.